# Drieluik van de gekruisigde martelares
Het Drieluik van de gekruisigde martelares is een triptiek van de Nederlandse schilder Jheronimus Bosch in de Gallerie dell'Accademia in Venetië.

## Voorstelling
Het is niet duidelijk welke martelares op het middenpaneel is afgebeeld. Het kan gaan om de heilige Julia van Corsica, de Carthaagse slavin, die gekruisigd werd omdat ze weigerde de heidense goden te aanbidden. Maar meer aannemelijk is het Ontkommer, de niet-bestaande martelares, die ontstond uit een verkeerd begrepen crucifix, waarop Jezus een toga draagt in plaats van een lendendoek. De verering van deze ‘heilige’ was in 's-Hertogenbosch omstreeks 1500 wijder verspreid, wat onder meer blijkt uit een eigen altaar in de Sint-Janskathedraal.
Welke heilige hier ook afgebeeld is, het thema van het drieluik is de triomf van het geloof. De martelares ondergaat haar lot met opgeheven hoofd en open ogen, terwijl de ketters in ontreddering hun gezicht verbergen. Rechts kijken twee rijkgeklede mannen – door Bosch-kenner Charles de Tolnay geïdentificeerd als de ‘gouverneur en zijn raadsman’ – verbaasd toe.
Röntgenfoto's hebben aangetoond dat op de zijluiken oorspronkelijk twee mannelijke stichters waren afgebeeld, die veel groter zijn dan de figuren op het middenpaneel. Bosch zou deze persoonlijk hebben overgeschilderd. Waarom hij dit deed is onbekend. Het linkerpaneel voorzag hij van een verzoeking van de heilige Antonius en het rechterpaneel van een voorstelling met twee mannen. De voorstelling op het linkerpaneel heeft geen relatie met de voorstelling op het middenpaneel. Dit geldt wel voor de voorstelling op het rechterpaneel, waar een van de mannen in de richting van de gekruisigde martelares wijst. De Tolnay vermoedt dat het hier gaat om de slavenhandelaars die de heilige Julia aan Eusebius verkochten, maar dit is niet zeker. Tegenwoordig gaat men ervan uit dat de voorstelling op het rechterpaneel geen betekenis heeft, waarmee het het enig bekende drieluik uit Bosch’ tijd is waarop een van de zijvleugels geen iconografisch thema bevat. Wel is in de achtergrond een havenstad afgebeeld met daarvoor, in zee, gezonken schepen, waarmee de schilder lijkt te willen verwijzen naar het verval van de wereld.

## Toeschrijving en datering
Het werk is linksonder op het middenpaneel gesigneerd 'Jheronimus bosch'. Uit dendrochronologisch onderzoek is gebleken dat het werk waarschijnlijk omstreeks 1497 of later is ontstaan. De Tolnay merkt op dat de korrelige schildertechniek van het werk sterk overeenkomt met het Heremieten-drieluik, wat betekent dat deze ongeveer tegelijkertijd zou kunnen zijn ontstaan.

## Herkomst
Het werk werd in 1664 voor het eerst gesignaleerd in het Dogepaleis door M. Boschini in zijn Le minere della pittura. In 1838 werd het overgebracht naar Wenen, waar het vanaf 1893 te zien was in het Kunsthistorisches Museum. In 1919 keerde het weer terug naar het Dogepaleis, waar het tegenwoordig is opgesteld in de Sala del Magistrato dei Conservatori alle leggi.
De aanwezigheid van de overschilderde stichters wijst erop dat het werk oorspronkelijk in opdracht gemaakt moet zijn. Wie deze opdrachtgevers zijn is onbekend. Volgens Bosch-kenner Dirk Bax zijn het, afgaande op hun kleding, Italianen. Sommige kunsthistorici zien hierin een aanwijzing dat Bosch enige tijd in Italië geweest is.
Schilderijen: Kruisdraging · De tuin der lusten · De keisnijding · Hooiwagen-drieluik · Calvarie met schenker · De Heilige Hiëronymus in gebed · Driekoningen-drieluik · Heilige Christoforus · Johannes de Doper in de wildernis · Johannes de Evangelist op Patmos · Antonius-drieluik · Verzoeking van de heilige Antonius (São Paulo) · De marskramer · Het narrenschip · Allegorie op de gulzigheid · De dood van een vrek · Heremieten-drieluik · Drieluik van de gekruisigde martelares · Visioenen uit het hiernamaals · Zondvloed en hel